# St.-Nikolai-Kirche (Osterburg)
Die St.-Nicolai-Kirche ist eine evangelische Kirche in Osterburg in Sachsen-Anhalt.
Sie liegt im Stadtzentrum Osterburgs in der Kirchstraße und gehört zum Kirchenkreis Stendal der Evangelischen Kirche in Mitteldeutschland.

## Geschichte
Die gotische Backsteinkirche geht in ihrem Kern vermutlich auf die zweite Hälfte des 12. Jahrhunderts zurück. Der älteste Teil dürfte auf eine kreuzförmig angelegte aus Feldsteinen errichtete Basilika mit querrechteckigem Kirchturm zurückgehen. Mitte des 13. Jahrhunderts wurde die Kirche zu einer dreischiffigen Hallenkirche umgebaut. Etwa in der Mitte des 15. Jahrhunderts wurde sie erneuert, wobei man die Stützen aus dem 13. Jahrhundert beibehielt. In der Zeit um 1484 wurde die Kirche um einen dreischiffigen, unregelmäßig dreiapsidial geschlossenen Chor erweitert. 1484 wurde an der Nordseite die Allerheiligenkapelle gestiftet, die heute als Sakristei dient. Im Jahr 1614 wurde neben der Sakristei eine Magistratsempore angefügt.
Im Dreißigjährigen Krieg wurde die Kirche beschädigt. Nach 1714 erfolgter Instandsetzung wurde die Kirche bei einem Stadtbrand im Jahr 1761 erneut stark beschädigt. Neben der gotischen Spitze des Turms wurde insbesondere die Ausstattung weitgehend zerstört. Die danach erfolgten neuen Einbauten des 18. Jahrhunderts wurden im Zuge einer Restaurierung im Jahr 1890 durch Einbauten im Stil der Neogotik ersetzt. Diese wurden anlässlich einer Restaurierung in den Jahren 1953 bis 1957 wieder entfernt.
Im örtlichen Denkmalverzeichnis ist die Kirche unter der Erfassungsnummer 094 97337 als Baudenkmal eingetragen.

## Architektur

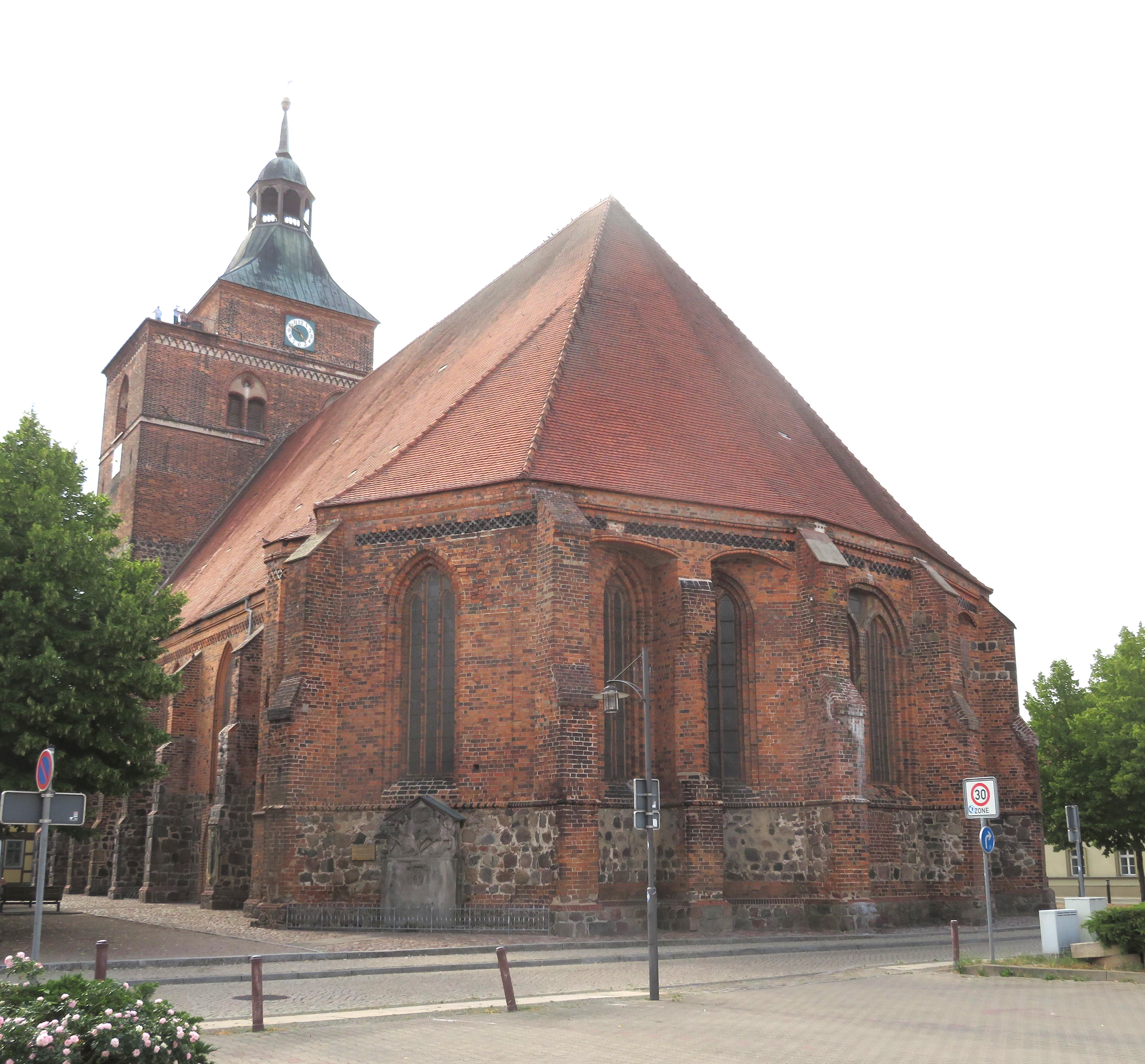
St.-Nicolai-Kirche

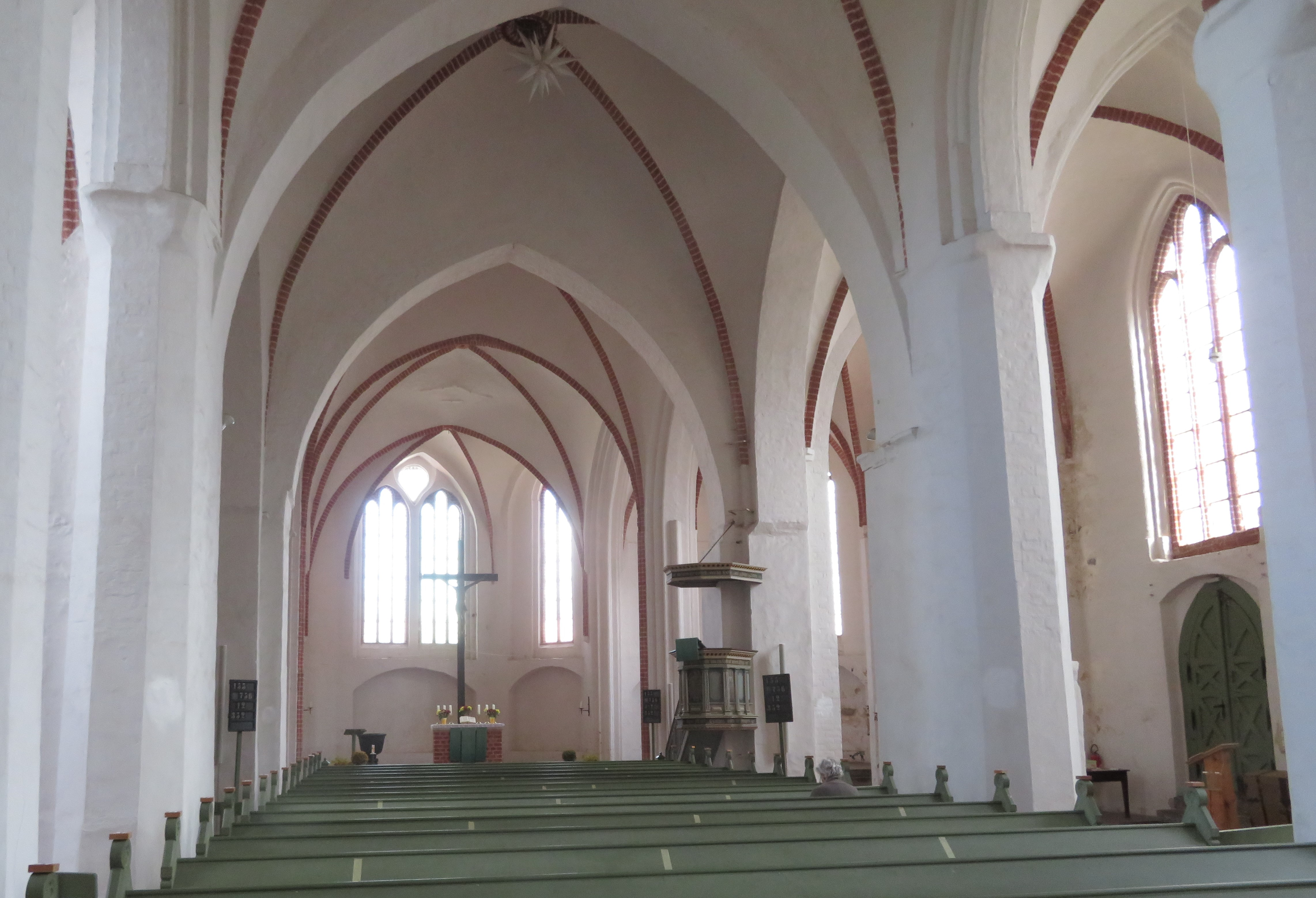
St.-Nicolai-Kirche

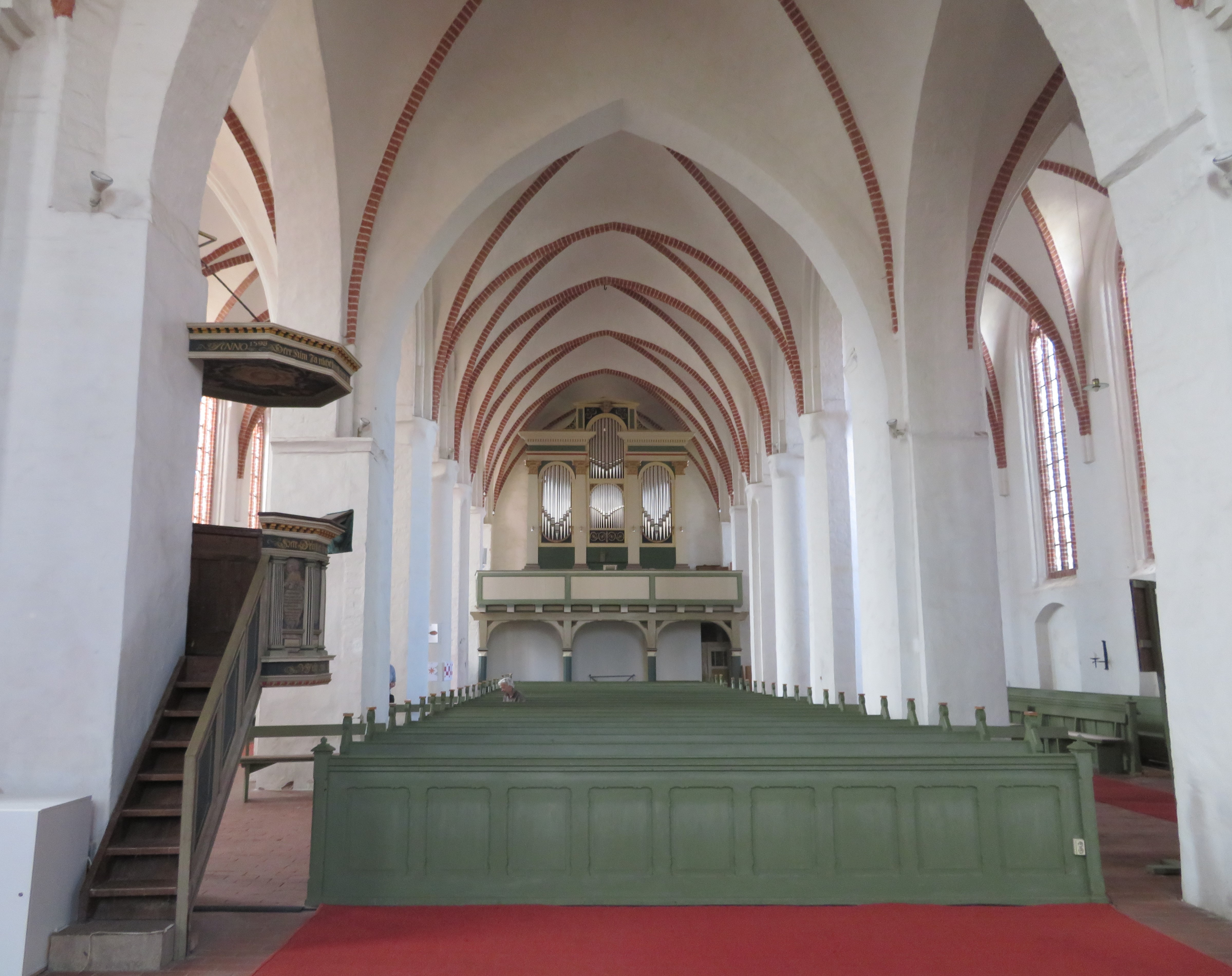
Kanzel und Orgel

Den ältesten Teil der Kirche macht das aus Feldsteinen errichtete romanische Mauerwerk des Kirchenschiffs aus. Auch die unteren Geschosse des Turms sowie die Vierungspfeiler stammen aus dieser Zeit. Auf der Westseite besteht ein im 13. Jahrhundert aus Backstein gemauertes, abgetrepptes als Spitzbogen ausgeführtes frühgotisches Portal. Die Gewände des Portals befinden sich zu etwa zwei Dritteln im Boden.
Im westlichen Teil des nördlichen Seitenschiffs befindet sich ein aus Feldsteinen gemauertes Wandstück, welches auf den Umbau im 13. Jahrhundert zurückgeht. Während des Umbaus im 15. Jahrhundert wurde das südliche Seitenschiff nach Süden erweitert. Der untere Teil der Wand des südlichen Seitenschiffs ist unregelmäßig aus Feldsteinen gefügt. Die Strebepfeiler sind dreifach abgetreppt, die Fenster sind dreifach geteilt. Unter dem Hauptgesims befindet sich ein Maßwerkfries mit Vierpassen.
Der Chor ist dreischiffig und erstreckt sich über zwei Joche, stellt sich jedoch als unregelmäßig dar. Alle drei Schiffe der Kirche sind jeweils dreiseitig geschlossen. Die Abschlüsse der Seitenschiffe sind dabei jedoch mit ihren Achsen diagonal angeordnet und auf den Hauptchor ausgerichtet.
Die Portale sind als steile Spitzbögen mehrfach gestuft ausgeführt.
Das Kircheninnere wird maßgeblich durch die in den heutigen Bau einbezogenen Bauteile aus der Zeit der Romanik bzw. Spätromanik geprägt. Der Chor ist vom Kirchenschiff im Inneren durch das Vierungsquadrat deutlich abgetrennt. Ursprünglich waren die Vierungsbögen als Rundbögen gestaltet, wurden jedoch später in höhere Spitzbögen umgebaut. Das Langschiff erstreckt sich über fünf Joche. Die dortigen Arkadenpfeiler bestehen in ihren unteren Teil aus Feldsteinen. Der obere Teil ist aus Ziegelsteinen gemauert. Sie entstanden während der Umbauten in der Mitte des 13. Jahrhunderts.

## Ausstattung
Die Kirche erhielt im Rahmen einer umfassenden Sanierung und Neugestaltung im Jahre 1890 ein von Holzbildhauer Gustav Kuntzsch, Wernigerode, geschaffenes Altarkreuz, gestiftet von dem Königlichen Baurat Georg Ludwig Gerlhoff, der auch den Umbau der Kirche leitete. Im Zuge der purifizierenden Restaurierung in den Jahren 1953 bis 1957 mit der Entfernung der barocken und historistischen Ausstattung wurde auch das Kuntzsche Altarkreuz beseitigt. Es ist erhalten und befindet sich in einem sehr schlechten, restaurierungsbedürftigen Zustand in einem Abstellraum der Kirche.
Oberhalb des Altars befindet sich heute ein in der Mitte des 15. Jahrhunderts entstandenes großes hölzernes Kruzifix. Es gelangte aus dem Altmärkischen Museum Stendal in die Sankt-Nikolai-Kirche. Auch die hölzerne Kanzel der Kirche war zunächst andernorts aufgestellt. Sie wurde in der zweiten Hälfte des 16. Jahrhunderts geschaffen und befand sich ursprünglich in der Salzwedeler Marienkirche. Die kelchförmige Taufe ist aus Bronze gefertigt und wurde nach einer Inschrift im Jahr 1442 durch den Münsteraner Meister Volker erstellt. An der Kuppa der Taufe finden sich Verzierungen aus Weinranken und stilisierten Lilien.
Der Orgelprospekt stammt aus dem Jahr 1765 und ist im Stil des Frühklassizismus gestaltet. Die Orgel ist ein Werk von Carl August Buchholz aus dem Jahr 1825 und enthält heute nach mehrfachen Reparaturen und Restaurierungen 21 Register auf zwei Manualen und Pedal. Des Weiteren befindet sich im Chorraum eine kleine mechanische Orgel ohne Pedal mit mechanischer Traktur, die für Continuo-Aufgaben genutzt wird. 
An der Außenseite der Magistratsempore auf der Nordseite der Kirche befindet sich das spätgotische aus Sandstein gefertigte Epitaph des 1484 verstorbenen Otto Boldemann. Es ist mit einer als Relief gestalteten Kreuzigungsgruppe verziert. Eine weitere Grabplatte erinnert an den 1532 verstorbenen Bürgermeister Hans Boldeman sowie seine bereits 1520 verstorbenen Ehefrau. Beide Verstorbenen sind mit Ritztechnik bildlich, die Köpfe etwas plastisch dargestellt. Neben den Grabmalen befindet sich eine Gedenktafel, die an den 1694 bei Görlitz verstorbenen Johann Balthasar Berndis erinnert.
Für die zeitgemäße Nutzung wird die Kirche (Stand: 2024) u. a. mit einer Toilette, einem barrierefreien Zugang und Buntglasfenstern in der Apsis ausgestattet.